# Saint-Euphrône
Saint-Euphrône é uma comuna francesa na região administrativa da Borgonha-Franco-Condado, no departamento de Côte-d'Or. Estende-se por uma área de 11,33 km². Em 2010 a comuna tinha 191 habitantes (densidade: 16,9 hab./km²).